# Charles Lyttelton (8e vicomte Cobham)
Charles George Lyttelton, 8e vicomte Cobham (27 octobre 1842 - 9 juin 1922), connu sous le nom de Lord Lyttelton de 1876 à 1889, est un pair et homme politique britannique de la famille Lyttelton. Il est député libéral.

## Biographie
Cobham est le fils aîné de George Lyttelton (4e baron Lyttelton) et de Mary Glynne. Il fait ses études au collège d'Eton et à Trinity College, Cambridge.
Il est élu à la Chambre des communes pour East Worcestershire en 1868, un siège qu'il occupe jusqu'en 1874. Outre sa carrière parlementaire, il est également haut-shérif de Bewdley. Cobham succède à son père comme cinquième baron Lyttelton en 1876. En 1889, il succède également à son lointain parent Richard Temple-Nugent-Brydges-Chandos-Grenville, en tant que huitième baron et vicomte Cobham.
Cobham épouse Mary Susan Caroline Cavendish, fille de William Cavendish, en 1878. Il est décédé en juin 1922, à l'âge de 79 ans, et son fils aîné John lui succède. Son deuxième fils George William Lyttelton devient un maître des classiques au collège d'Eton et est le père du trompettiste de jazz Humphrey Lyttelton. Lady Cobham est décédée en 1937.
Il vient d'une famille de cricket, son père (GW Lyttelton), cinq frères (GWS Lyttelton, AT Lyttelton, RH Lyttelton, E Lyttelton, A Lyttelton), ses fils (JC Lyttelton, CF Lyttelton (en)) et son petit-fils (CJ Lyttelton) jouent tous au cricket de première classe. Il a lui-même joué 35 matchs de première classe entre 1861 et 1867, principalement pour l'université de Cambridge. Batteur droitier et gardien de guichet, il a marqué 1 439 points à une moyenne de 27,15, dont 2 siècles. Cobham est président du Marylebone Cricket Club en 1886.
Cobham est membre du comité de tennis du Marylebone Cricket Club qui est responsable de l'élaboration de règles normalisées pour le nouveau sport du tennis sur gazon. Ces lois unifiées du tennis sur gazon ont été publiées le 29 mai 1875 .